# Lauriidae
Die Lauriidae sind eine Schnecken-Familie aus der Unterordnung der Landlungenschnecken (Stylommatophora). Die Familie umfasst knapp 50 Arten, die im Mittelmeergebiet, in Südosteuropa, Kleinasien, dem Schwarzmeerraum und auf den Mittelatlantischen Inseln beheimatet sind.

## Merkmale
Die Gehäuse sind zylindrisch bis oval. Meist handelt es sich um kleine Formen. Die postembryonalen Windungen sind meist radial berippt. Die Mündung der letzten Windung steigt meist aus der Windungsebene an. Der obere Rand der Mündung ist häufig fast gerade, aber nicht parallel zur Sutur. In die Mündung ragen meist zwei bis sieben Zähne hinein; selten sind die Formen ohne Zähne. Im Genitalapparat sind Penis mit Epiphallus und Blindsack (Caecum) vorhanden. Die inneren Wände des Penis sind mit grob spiralig angeordneten Falten versehen. Die Prostata weist nur wenige Azini auf; sie sitzt an der Basis der Albumindrüse. Auch ein penialer Appendix ist vorhanden. Der Penisretraktor ist verzweigt. Der Stiel der Spermathek weist keine Drüsen auf; Divertikel fehlen gewöhnlich.

## Geographische Verbreitung und Lebensweise
Die Familie ist im Mittelmeergebiet, in Südosteuropa, in Kleinasien, der Krim, dem Kaukasusgebiet und auf den Mittelatlantischen Inseln (Madeira, Azoren und Kanarische Inseln) weit verbreitet. Einzelne Arten sind inzwischen auch in andere Regionen verschleppt worden, so z. B. nach Nordamerika (British Columbia) und Neuseeland. Die Tiere leben in Wäldern und Wiesen, vor allem unter Steinen und in Steinwällen in trockenen, aber auch eher feuchten Habitaten unter Moosen und Falllaub.

## Systematik
Die Familie Lauriidae wird von Bouchet & Rocroi (2005) als selbständige Familie innerhalb der Überfamilie Pupilloidea aufgefasst. Dagegen interpretiert Schileyko (1998) das Taxon als Unterfamilie der Orculidae.
- Familie Lauriidae Steenberg, 1925[3]
  - Gattung Euxinolauria Lindholm, 1924 (mit den Untergattungen Euxinolauria (Euxinolauria) Lindholm, 1924, Euxinolauria (Matschachelia) Schileyko, 1975, Euxinolauria (Caucasipupa) Pilsbry, 1926 und Euxinolauria (Neolauria) Schileyko, 1975)
  - Gattung Leiostyla Lowe, 1852
  - Gattung Scarabella Lowe, 1852
    - Scarabella cassida (Lowe, 1831)

  - Gattung Azoripupa Pilsbry, 1923
    - Azoripupa tesselata (Morelet, 1860)

  - Gattung Wollastonula Pilsbry, 1922
    - Wollastonula gibba (Lowe, 1852)

  - Gattung Mastula Lowe, 1852
    - Mastula lamellosa (Lowe, 1852)

  - Gattung Craticula Lowe, 1852
    - Craticula ferraria (Lowe, 1852)

  - Gattung Hemilauria Waldén, 1983
    - Hemilauria limnaeana (Lowe, 1852)

  - Gattung Lauria Gray, 1840

## Belege

## Anmerkung
1. ↑  Jungbluth & von Knorre (2007) empfehlen als deutschen Trivialnamen für diese Familie den Namen Genabelte Puppenschnecken. Der Trivialname Genabelte Puppenschnecke bezeichnet die Art Lauria cylindracea und das Übertragen des Artnamens auf die gesamte Familie erscheint wenig sinnvoll, zumal in Mitteleuropa nur eine einzige Art dieser Familie vorkommt. MollBase verwendet den deutschen Trivialnamen Genabelte Puppenschnecken dagegen für die Gattung Lauria. Deshalb wird hier der eindeutige lateinische Name Lauriidae verwendet.